# AlphaDream
AlphaDream Corporation, Ltd. (株式会社アルファドリーム, Kabushiki kaisha ArufaDorīmu) est une entreprise japonaise de développement de jeu vidéo fondée en 2000 et disparue en 2019.

## Histoire
La société est fondée le 12 janvier 2000 comme un développeur second-party de Nintendo et son premier jeu, Koto Battle (コトバトル) sort le 9 mars 2001, uniquement au Japon, sur Game Boy Color. Ce jeu susmentionné, avec Hi ! Hamtaro Ham Ham Challenge, ne furent pas édité par Nintendo, malgré le fait qu'AlphaDream soit son développeur second-party. 
Le studio est principalement connu pour le développement de la série de RPG Mario et Luigi. Malgré les très bonnes ventes des opus principaux, le studio déclare faillite le 1er octobre 2019. La série est par la suite reprise par Nintendo pour un sixième opus intitulé Mario et Luigi : L'Épopée fraternelle. 

## Jeux développés
Liste des jeux développés par la société ,:

### Game Boy Color
- Koto Battle: Tengai no Moribito (コトバトル－天外の守人－?) - 9 mars 2001 (uniquement au Japon)

### Game Boy Advance
- Tomato Adventure - 25 janvier 2002 (uniquement au Japon).
- Hamtaro: Rainbow Rescue - 23 mai 2003 au Japon, 29 octobre 2004 en Europe.
- Mario & Luigi : Superstar Saga - 17 novembre 2003 aux États-Unis, 21 novembre 2003 au Japon et en Europe.
- Hamtaro: Ham Ham Games - 15 juillet 2004 au Japon, 16 juillet 2004 en Europe, 27 juillet 2004 aux États-Unis.

### Nintendo DS
- Mario & Luigi : Les Frères du temps (Mario and Luigi Partners in Time) - 28 novembre 2005 aux États-Unis, 29 décembre 2005 au Japon, 27 janvier 2006 en Europe.
- Hamtaro: Nazo Nazo Q - 1er décembre 2005 (uniquement au Japon).
- Hi ! Hamtaro Ham Ham Challenge - 15 mars 2007 au Japon, 23 mai 2008 en Europe, 23 septembre 2008 aux États-Unis.
- Mario & Luigi : Voyage au centre de Bowser (Mario and Luigi Bowser's Inside Story) - 11 février 2009 au Japon, 14 septembre 2009 aux États-Unis, 9 octobre 2009 en Europe.

### Nintendo 3DS
- Mario & Luigi : Dream Team Bros. - 12 juillet 2013 en Europe, 18 juillet 2013 au Japon, 11 août 2013 aux États-Unis.
- Mario & Luigi : Paper Jam Bros. - 3 décembre 2015 au Japon, 4 décembre 2015 en Europe, 22 janvier 2016 aux États-Unis.
- Mario & Luigi : Superstar Saga - 5 octobre 2017 au Japon, 6 octobre 2017 aux États-Unis et en Europe.
- Mario & Luigi : Voyage au centre de Bowser (Mario and Luigi Bowser's Inside Story) - 28 décembre 2018 au Japon, 11 janvier 2019 aux États-Unis, 25 janvier 2019 en Europe.